# 아비아모토르나야역 (칼리닌스코 솔른쳅스카야선)
아비아모토르나야역(러시아어: Авиамоторная)은 모스크바 지하철 칼리닌스코 솔른쳅스카야 선의 역이다. 1979년 12월 30일에 개장했다.

## 건축 양식
아비아모토르나야 역은 3단 깊이의 기둥 구조로 구성되어 있고, 중앙 플랫폼은 역풍이 일도록 건설되어 있다. 본 역에는 15개의 기둥이 있는데, 그 기둥은 5.25 m이고 건축가들은 A.F., V.I.Clocks, N. E.Demchinski, E.A.Kolesnikov, 엔지니어링 엔지니어-E. S. 바르스키이다.
본 역의 설계는 항공기 엔진 설계자에 관한 것으로, 밝은 색으로 장식되어 있다. 바닥은 다양한 그레이 스케일 화강암으로 장식되어 있다. 벽과 기둥들은 "볼가"의 밝은 대리석으로 장식되어 있다.
본 역은 마치 비행기 조종사의 마술 양탄자가 방 위에 떠 있는 것처럼 금으로 분류된 4층짜리 피라미드의 장식용 돔으로 꾸며져 있다. 서로 연결해 주는 일부 그림들은 하늘에 있는 별처럼 가운데에 전구를 비추는 꽃을 형성하고, 금으로 도금한 거장은 매달려 있는 천장을 형성한다. 이것들은 별자리들과 태양의 광선들이다.

## 환승
아비아모토르나야 역에서는 볼샤야 콜체바야 선의 아비아모토르나야 역으로 환승이 가능하다.

## 에스컬레이터 사고
1982년 2월 17일에는 아비아모토르나야 역에서 에스컬레이터 비상 브레이크 이상으로 인해 8명이 사망하고 30명이 부상을 당하는 사고가 일어났다.